# Giải sách thiếu nhi Bắc Âu
Giải sách thiếu nhi Bắc Âu (tiếng Đan Mạch: Nordisk Børnebogspris) tên đầy đủ là Giải sách thiếu nhi của Hội nhân viên thư viện trường học Bắc Âu (Nordisk Skolebibliotekarforenings Børnebogspris) là giải thưởng văn học dành cho sách thiếu nhi được bầu chọn là hay nhất.
Giải này được "Hiệp hội nhân viên thư viện trường học Bắc Âu" (Nordisk Skolebibliotekarforening) thiết lập năm 1985. Những tác giả đoạt giải được trao tặng một bằng chứng nhận và một khoản tiền thưởng.

## Những người đoạt giải
| Năm  | Người đoạt giải           | Quốc gia       |
| ---- | ------------------------- | -------------- |
| 2013 | Jo Salmson                | Thụy Điển      |
| 2011 | Marjun Syderbø Kjelnæs    | Quần đảo Faroe |
| 2009 | Stian Hole                | Na Uy          |
| 2007 | Brynhildur Þórarinsdóttir | Iceland        |
| 2006 | Erik Newth                | Na Uy          |
| 2005 | Ragnheiður Gestsdóttir    | Iceland        |
| 2004 | Lene Kaaberbøl            | Đan Mạch       |
| 2003 | Kristín Steinsdóttir      | Iceland        |
| 2002 | Thore Hansen              | Na Uy          |
| 2001 | Edward Fuglø              | Quần đảo Faroe |
| 2000 | Bent Haller               | Đan Mạch       |
| 1999 | Annika Thor               | Thụy Điển      |
| 1998 | Ulf Stark                 | Thụy Điển      |
| 1997 | Lars-Henrik Olsen         | Đan Mạch       |
| 1996 | Louis Jensen              | Đan Mạch       |
| 1995 | Torun Lian                | Na Uy          |
| 1995 | Viveca Lärn Sundvall      | Thụy Điển      |
| 1994 | Torill Thorstad Hauger    | Na Uy          |
| 1993 | Bjarne Reuter             | Đan Mạch       |
| 1992 | Gudrun Helgadóttir        | Iceland        |
| 1991 | Ólavur Michelsen          | Quần đảo Faroe |
| 1991 | Erik Hjorth Nielsen       | Đan Mạch       |
| 1990 | Mats Wahl                 | Thụy Điển      |
| 1989 | Svend Otto S.             | Đan Mạch       |
| 1988 | Mette Newth               | Na Uy          |
| 1987 | Kaarina Helakisa          | Phần Lan       |
| 1986 | Tormod Haugen             | Na Uy          |
| 1985 | Maria Gripe               | Thụy Điển      |